# Segunda Batalla de la Cuchilla de Taindalá
La Segunda Batalla de la Cuchilla de Taindalá fue un enfrentamiento militar librado el 23 de diciembre de 1822 cerca San Juan de Pasto entre las fuerzas del ejército grancolombiano dirigida por el general Antonio José de Sucre y las fuerzas realistas al mando del teniente coronel Benito Remigio Boves.

## Antecedentes
El 24 de noviembre de 1822, la expedición del general de división Antonio José de Sucre consiguió desalojar a los monárquicos de una de las tres posiciones que ocupaban en las alturas cercanas al río Guáitara. Sin embargo, Sucre consideró a sus fuerzas insuficientes para completar la campaña y se retiró a Túquerres. Este éxito dio nuevos ánimos a los defensores realistas, mientras que Sucre pasó un mes reuniendo refuerzos. Estos fueron los batallones Bogotá y Vargas y un batallón de milicias de Quito, Ibarra y Tulcán. El 18 de diciembre hizo un reconocimiento del paso principal por el río, donde verificó la destrucción del puente y las dificultades para cruzarlo. El día 21 envió una compañía de milicianos de Ibarra y Tulcán al paso de Funes para distraer al enemigo, haciendo varios movimientos similares poco después.

## Fuerzas enfrentadas
La mayoría de los autores estiman en 2.000 al número de efectivos realistas, como los colombianos José Manuel Restrepo, Tomás Cipriano de Mosquera y Carlos Benedetti. La única excepción es el historiador Nicolás González Chávez, quien hablaba de 2.500.
Respecto a sus enemigos, los independentistas, Restrepo, González Chávez y Benedetti coinciden en 2.000 combatientes.

## Batalla
El 22 de diciembre, Sucre volvió a la ofensiva a las 11:00 horas. Marchaba con el batallón Rifles y el escuadrón Lanceros al mando del general José de Jesús Barreto. Después de atacar por varios puntos para distraer a los defensores, a las 22:00 horas, llegó a las orillas del río pero estaba tan oscuro que no se pudo tender ningún puente hasta el amanecer, permitiendo al batallón Rifles cruzar. La acción fue descubierta pero Sucre decidió continuar bajo el fuego enemigo. Las 1ª o 2ª y 5ª compañías del Rifles tomaron las posiciones defensivas a orillas del Guáitara, que apenas tenían 40 hombres, pues su jefe creía que podrían resistir lo suficiente como para enviarles refuerzos.
El coronel Arthur Sandes, pidió la oportunidad de que el Rifles vengará su anterior derrota y encabezará la carga. Le fue otorgado el honor y rápidamente la unidad subió la cuesta, cuando llegó a la mitad del camino todo la fuerza realista les salió al encuentro, sin embargo, no reaccionaron adecuadamente por la velocidad del ascenso y la cima se vio rodeada por soldados patriotas, que la tomaron.
Aunque los patriotas temían perder 300 hombres en el ataque, al final sólo sufrieron algunos heridos. No se pudo perseguir a los vencidos por el agotamiento de las tropas, debiendo ordenarse un día completo de descanso mientras el enemigo se rehacía en la quebrada de Yacuanquer en número de 1.500. Sin embargo, los exploradores independentistas detectaron la concentración de fuerzas y el batallón Bogotá del coronel José María Córdova los flanqueó por el ala izquierda mientras el Rifles cargaba desde el frente. El movimiento de ambas unidades se hizo a la vez y los monárquicos se dispersaron, pero al caer la noche pudieron huir al bosque sin sufrir muchas bajas después de ser perseguidos hasta el puente de Trocha. Los patriotas se retiraron a pernoctar en el pueblo de Yacuanquer.

## Consecuencias
El 24 de diciembre, Sucre envió mensajes exigiendo al cabildo de Pasto rendirse de inmediato. Como la respuesta fue negativa, el ejército grancolombiano atravesó la montaña entre Yacuanquer y Pasto, con dificultad, llegando a las alrededores del sur de la villa a las 12:00. Una hora más tarde, las 1ª y 5ª compañías del batallón Rifles fueron enviadas a tomar unas alturas a la izquierda del camino que siguió el resto de la expedición, mientras que Barreto y Sandes ocupaban la principal estancia de Pasto, donde se encontraba la iglesia de Santiago, donde se apostaban algunos defensores, creyentes de la ayuda del apóstol a su causa. Se inició la lucha, con la carga en formación abierta de los realistas contra la 5ª compañía del Rifles pero el general Bartolomé Salom ordenó al coronel Carbajal y al comandante Jiménez cargar con una compañía del Bogotá y parte de la caballería por la izquierda.
Después de hora y media, los pastusos huyeron con Boves a las montañas de Sebondoy, con rumbo al río Amazonas. Otros a Juanambú, buscando refugio en el páramo del Castigo. La ciudad fue ocupada pero sólo se encontraron mujeres y monjas en el convento, según el historiador colombiano y republicano José Manuel Restrepo «Los hombres habían huido todo». Reconoce que se produjo un saqueo por la rabia de los soldados vencedores a la resistencia presentada, también adjudica 300 pastusos a los combates y que Sucre perdió 8 muertos y 32 heridos, capturando un cañón y una bandera. En cambio, el historiador y político colombiano Tomás Cipriano de Mosquera afirma que los pastusos perdieron más 400 hombres, mientras que los independentistas apenas 6 muertos y 40 heridos. Lo cierto es que Pasto viviría la famosa Navidad Negra.